# Comuna Sveti Petar Orehovec, Koprivnica-Križevci
Sveti Petar Orehovec este o comună în cantonul Koprivnica-Križevci, Croația, având o populație de 4.583 de locuitori (2011).

## Demografie
Componența etnică a comunei Sveti Petar Orehovec
     Croați (99,76%)
     Necunoscut (0,02%)
     Neclasificat (0,15%)
Componența confesională a comunei Sveti Petar Orehovec
     Catolici (99,04%)
     Necunoscută (0,26%)
     Alte religii (0,7%)
Conform recensământului din 2011, comuna Sveti Petar Orehovec avea 4.583 de locuitori. Din punct de vedere etnic, majoritatea locuitorilor (99,76%) erau croați. Apartenența etnică nu este cunoscută în cazul a 0,02% din locuitori. Din punct de vedere confesional, majoritatea locuitorilor (99,04%) erau catolici. Pentru 0,26% din locuitori nu este cunoscută apartenența confesională.